# Noboru Nakamura
Noboru Nakamura (jap. 中村 登 Nakamura Noboru; ur. 4 sierpnia 1913 w Tokio, zm. 20 maja 1981 w Japonii) – japoński reżyser i scenarzysta filmowy. Specjalizował się w tworzeniu filmów z gatunku gendai-geki, czyli dramatów o tematyce współczesnej. Jego nieco akademicką twórczość, często opartą na pierwowzorach literackich, wyróżniało zwłaszcza zainteresowanie losami japońskich kobiet.
Dwukrotnie nominowany do Oscara dla najlepszego filmu nieanglojęzycznego za Bliźniaczki z Kioto (1963) i Portret Chieko (1967). Inny jego film, Stracona wiosna (1967), startował w konkursie głównym na 17. MFF w Berlinie.